# Lista monumentelor istorice din județul Argeș - P

Simbol pentru monumentele istorice

Lista monumentelor istorice din județul Argeș - P cuprinde monumentele istorice înscrise în Patrimoniul cultural național al României și aflate în localități ce încep cu litera P din județul Argeș.
Lista completă este menținută și actualizată periodic de către Ministerul Culturii, Cultelor și Patrimoniului Național din România, prin intermediul Institutului Național al Patrimoniului, ultima versiune datând din 2015. Această listă cuprinde și actualizările ulterioare, realizate prin ordin al ministrului culturii.
| Cod LMI                               | Denumire                                                                          | Localitate                                   | Localizare | Datare, Creatori                    | Imagine               | Erori             |
| ------------------------------------- | --------------------------------------------------------------------------------- | -------------------------------------------- | --- | ----------------------------------- | --------------------- | ----------------- |
| AG-I-a-A-13368 (RAN: 16392.01)        | Curtea boierească a marelui logofăt Vlaicu de la Piscani                          | sat Piscani; comuna Dărmănești               | „Dealul Iudei” | sec. XVI                            | Încarcă foto \| video | Raportează eroare |
| AG-I-m-A-13368.01 (RAN: 16392.01.01)  | Ruinele conacului marelui logofăt Vlaicu Piscanul                                 | sat Piscani; comuna Dărmănești               | „Dealul Iudei” 44.985°N 24.92861°E | sec. XVI                            | Încarcă foto \| video | Raportează eroare |
| AG-I-m-A-13368.02 (RAN: 16392.01.02)  | Incinta conacului marelui logofăt Vlaicu Piscanul                                 | sat Piscani; comuna Dărmănești               | „Dealul Iudei” 44.985°N 24.92861°E | sec. XVI                            | Încarcă foto \| video | Raportează eroare |
| AG-I-s-A-13369 (RAN: 16356.01)        | Așezarea romană de la Podu Dâmboviței                                             | sat Podu Dâmboviței; comuna Dâmbovicioara    | 1,5 km N de sat, pe platoul din fața Cetății Oratea 45.41222°N 25.2175°E | Epoca romană, sec. II - III p. Chr. |                       | Raportează eroare |
| AG-I-s-B-13370 (RAN: 18171.01)        | Așezare                                                                           | sat Popești; comuna Popești                  | „Vârful Măgura” (cota 130), la cca. 860 m de albia actuală a râului Teleorman, la cca. 400 m V de DJ 504 (km 113) | Eneolitic, Cultura Gumelnița        | Încarcă foto \| video | Raportează eroare |
| AG-I-s-A-13371 (RAN: 17245.01)        | Castrul și Limesul de la Purcăreni                                                | sat Purcăreni; comuna Micești                | „Limes Transalutanus”, în „Poiana Leana lui Nica”, pe malul drept al Râului Doamnei, la intersecția șoselei Pitești-Câmpulung cu șoseaua spre Purcăreni 44.95°N 24.86666°E | sec. II-III p. Chr., Epoca romană   | Încarcă foto \| video | Raportează eroare |
| AG-I-m-A-13371.01 (RAN: 17245.01.02)  | Castru                                                                            | sat Purcăreni; comuna Micești                | „Limes Transalutanus” în „Poiana Leana lui Nica”, pe malul drept al râului Doamnei, la intersecția șoselei Pitești- Câmpulung cu șoseaua spre Purcăreni 44.95778°N 24.89361°E | Epoca romană, sec. II - III p. Chr. | Încarcă foto \| video | Raportează eroare |
| AG-I-m-A-13371.02 (RAN: 17245.01.01)  | Sectorul Limesului Transalutan                                                    | sat Purcăreni; comuna Micești                | „Limes Transalutanus” în „Poiana Leana lui Nica”, pe malul drept al râului Doamnei, la intersecția șoselei Pitești- Câmpulung cu șoseaua spre Purcăreni 44.95778°N 24.89361°E | Epoca romană, sec. II - III p. Chr. | Încarcă foto \| video | Raportează eroare |
| AG-II-m-A-13390 (RAN: 13178.11)       | Biserica Domnească „Sf. Gheorghe”                                                 | municipiul Pitești                           | Str. Bălașa Doamna 2 44.85593°N 24.8756°E | 1656                                | Alte imagini          | Raportează eroare |
| AG-II-m-B-13391                       | Casa Mărtoiu                                                                      | municipiul Pitești                           | Str. Brătianu I.C. 27 | sf. sec. XIX                        | Alte imagini          | Raportează eroare |
| AG-II-m-B-13392                       | Casa Panțurescu                                                                   | municipiul Pitești                           | Str. Brătianu I.C. 29 | sec. XVIII - XIX                    | Alte imagini          | Raportează eroare |
| AG-II-m-B-13393                       | Casa Sattler                                                                      | municipiul Pitești                           | Str. Brătianu I.C. 38B | înc. sec. XX                        | Încarcă foto \| video | Raportează eroare |
| AG-II-m-B-13395                       | Casa Păiș Bobancu                                                                 | municipiul Pitești                           | Str. Brătianu I.C. 38E | sf. sec. XVIII                      | Încarcă foto \| video | Raportează eroare |
| AG-II-m-B-13394                       | Vila Coandă                                                                       | municipiul Pitești                           | Str. Brătianu I.C. 39 | sf. sec. XIX                        | Alte imagini          | Raportează eroare |
| AG-II-m-B-20973                       | Casa Bobancu                                                                      | municipiul Pitești                           | Str. Brătianu I.C. 51 | 1914 - 1915                         |                       | Raportează eroare |
| AG-II-m-B-13396                       | Casa Racoviceanu, ulterior Dumitrescu                                             | municipiul Pitești                           | Str. Călinescu Armand 3 | ante 1848                           | Alte imagini          | Raportează eroare |
| AG-II-m-B-13397                       | Casa Vasiliu                                                                      | municipiul Pitești                           | Str. Călinescu Armand 11 | înc. sec. XIX                       | Încarcă foto \| video | Raportează eroare |
| AG-II-m-B-13398                       | Liceul „I.C. Brătianu”                                                            | municipiul Pitești                           | Str. Călinescu Armand 14 44.85805°N 24.86916°E | 1897 - 1899                         | Alte imagini          | Raportează eroare |
| AG-II-m-B-13399                       | Casa Poenăreanu                                                                   | municipiul Pitești                           | Str. Călinescu Armand 28 | sf. sec. XVIII                      | Încarcă foto \| video | Raportează eroare |
| AG-II-m-B-13400                       | Casa Coculescu                                                                    | municipiul Pitești                           | Str. Călinescu Armand 34 | înc. sec. XIX                       | Încarcă foto \| video | Raportează eroare |
| AG-II-a-A-13401                       | Ansamblul vechii Prefecturi                                                       | municipiul Pitești                           | Str. Călinescu Armand 44 | 1898 - 1899                         |                       | Raportează eroare |
| AG-II-m-A-13401.01                    | Vechea Prefectură, azi Muzeul Județean Argeș                                      | municipiul Pitești                           | Str. Călinescu Armand 44 44.85546°N 24.87094°E | 1898 - 1899                         | Alte imagini          | Raportează eroare |
| AG-II-m-A-13401.02                    | Parc                                                                              | municipiul Pitești                           | Str. Călinescu Armand 44 | 1898 - 1899                         |                       | Raportează eroare |
| AG-II-m-A-13401.03                    | Grădina Publică                                                                   | municipiul Pitești                           | Str. Călinescu Armand 44 | 1898 - 1899                         |                       | Raportează eroare |
| AG-II-a-B-13402                       | Vilele „Prefect”                                                                  | municipiul Pitești                           | Str. Călinescu Armand 44 | înc. sec. XX                        | Încarcă foto \| video | Raportează eroare |
| AG-II-m-B-13402.01                    | Vila „Prefect I”                                                                  | municipiul Pitești                           | Str. Călinescu Armand 44 | 1915                                | Încarcă foto \| video | Raportează eroare |
| AG-II-m-B-13402.02                    | Vila „Prefect II”                                                                 | municipiul Pitești                           | Str. Călinescu Armand 44 | 1920                                | Încarcă foto \| video | Raportează eroare |
| AG-II-s-B-13403                       | Situl urban „Strada Crinului”                                                     | municipiul Pitești                           | Str. Crinului, ambele fronturi, de la nr. 1B, resp. nr. 4, până la blocuri, str. Mihail Kogălniceanu, nr. 2-20 resp. nr. 1-23, str. Gh. Lazăr integral, str. Griviței nr. 11-19, resp. nr. 10-12, până la limita posterioară a loturilor. Delimitare cf. PUG avizat. 44.85914°N 24.87606°E | sec. XVI-XX                         |                       | Raportează eroare |
| AG-II-m-B-13404                       | Casa Filipescu                                                                    | municipiul Pitești                           | Str. Crinului 6 | 1900                                |                       | Raportează eroare |
| AG-II-m-B-13405                       | Casa Ion Trivale                                                                  | municipiul Pitești                           | Str. Crinului 13 | înc. sec. XIX                       | Alte imagini          | Raportează eroare |
| AG-II-m-B-13406                       | Casa Teodorescu                                                                   | municipiul Pitești                           | Str. Crinului 21 | sf. sec. XIX                        | Alte imagini          | Raportează eroare |
| AG-II-m-B-13407                       | Fabrica de butoaie „Ateneul”                                                      | municipiul Pitești                           | Str. Crinului 26 | înc. sec. XX                        |                       | Raportează eroare |
| AG-II-m-A-13408 (RAN: 13178.10)       | Biserica „Sf. Voievozi” a fostului schit Meculești                                | municipiul Pitești                           | Str. Dobrogeanu Gherea Constantin 91 | 1752                                |                       | Raportează eroare |
| AG-II-m-B-13409                       | Institutul Pedagogic                                                              | municipiul Pitești                           | Str. Doja Gheorghe 41 | înc. sec. XX                        |                       | Raportează eroare |
| AG-II-m-A-13410                       | Biserica de lemn „Cuvioasa Paraschiva”                                            | municipiul Pitești                           | Str. Doja Gheorghe 41, în incinta Universității Pitești | înc. sec. XIX                       | Alte imagini          | Raportează eroare |
| AG-II-m-B-13411                       | Casa Mărculescu                                                                   | municipiul Pitești                           | Str. Egalității 11 | 1900                                | Încarcă foto \| video | Raportează eroare |
| AG-II-m-B-13412                       | Liceul „Zinca Golescu”                                                            | municipiul Pitești                           | Str. Egalității 34 44.85362°N 24.87452°E | 1925 - 1928                         |                       | Raportează eroare |
| AG-II-m-B-20922                       | Casa Pretorian-Tudosescu                                                          | municipiul Pitești                           | Str. Egalității 40 | înc. sec. XX                        | Încarcă foto \| video | Raportează eroare |
| AG-II-a-B-13413                       | Ansamblul bisericii armenești „Sf. Ioan Botezătorul”                              | municipiul Pitești                           | Str. Egalității 43 | 1852                                |                       | Raportează eroare |
| AG-II-m-B-13413.01                    | Biserica armenească „Sf. Ioan Botezătorul”                                        | municipiul Pitești                           | Str. Egalității 43 | 1852                                |                       | Raportează eroare |
| AG-II-m-B-13413.02                    | Casa cancelarie                                                                   | municipiul Pitești                           | Str. Egalității 43 | 1852                                | Încarcă foto \| video | Raportează eroare |
| AG-II-m-B-13414                       | Sinagoga din Pitești                                                              | municipiul Pitești                           | Bd. Eroilor 1 | cca. 1900 Jakob Gartner (arhitect)  |                       | Raportează eroare |
| AG-II-m-B-13415                       | Fosta școală a comunității evreiești                                              | municipiul Pitești                           | Bd. Eroilor 3 | 1900                                |                       | Raportează eroare |
| AG-II-m-B-13416                       | Biserica „Sf. Ilie”, a Cojocarilor                                                | municipiul Pitești                           | Str. Frații Golești 1 | 1828                                | Alte imagini          | Raportează eroare |
| AG-II-m-B-13417 (RAN: 13178.09)       | Biserica „Maica Precista”                                                         | municipiul Pitești                           | Str. Griviței 10 44.85858°N 24.87556°E | sec. XVIII                          |                       | Raportează eroare |
| AG-II-a-A-13418 (RAN: 13178.07)       | Ansamblul bisericii „Buna Vestire”, „Sf. Mina”, „Sf. Constantin și Elena” - Greci | municipiul Pitești                           | Str. Justiției 5 | 1564, transf. sec. XVIII            |                       | Raportează eroare |
| AG-II-m-A-13418.01 (RAN: 13178.07.01) | Biserica „Buna Vestire”, „Sf. Mina” și „Sf. Constantin și Elena” - Greci          | municipiul Pitești                           | Str. Justiției 5 | 1564, transf. sec. XVIII            |                       | Raportează eroare |
| AG-II-m-A-13418.02 (RAN: 13178.07.02) | Chilii                                                                            | municipiul Pitești                           | Str. Justiției 5 | sec. XIX                            | Încarcă foto \| video | Raportează eroare |
| AG-II-a-B-13419                       | Ansamblul casei Balotă                                                            | municipiul Pitești                           | Str. Kogălniceanu Mihail 16 | sec. XVII - XX                      |                       | Raportează eroare |
| AG-II-m-B-13419.01                    | Casa Balotă                                                                       | municipiul Pitești                           | Str. Kogălniceanu Mihail 16 | sec. XVII - XIX                     |                       | Raportează eroare |
| AG-II-m-B-13419.02                    | Anexă, azi locuință                                                               | municipiul Pitești                           | Str. Kogălniceanu Mihail 16B-C | sec. XIX, transf. cca. 1915         | Încarcă foto \| video | Raportează eroare |
| AG-II-m-B-13420                       | Casa Armatei                                                                      | municipiul Pitești                           | Piața Muntenia 2 | 1938                                |                       | Raportează eroare |
| AG-II-a-A-13421 (RAN: 13178.05)       | Ansamblul bisericii „Sf. Treime” - Beștelei                                       | municipiul Pitești                           | Str. Primăverii 7 | 1654                                | Încarcă foto \| video | Raportează eroare |
| AG-II-m-A-13421.01 (RAN: 13178.05.01) | Biserica „Sf. Treime” - Beștelei                                                  | municipiul Pitești                           | Str. Primăverii 7 | 1654                                | Încarcă foto \| video | Raportează eroare |
| AG-II-m-A-13421.02                    | Casa cancelarie                                                                   | municipiul Pitești                           | Str. Primăverii 7 | cca. 1800                           | Încarcă foto \| video | Raportează eroare |
| AG-II-m-A-13421.03 (RAN: 13178.05.02) | Zid de incintă                                                                    | municipiul Pitești                           | Str. Primăverii 7 | 1654                                | Încarcă foto \| video | Raportează eroare |
| AG-II-m-B-13423                       | Casa Trandafil                                                                    | municipiul Pitești                           | Str. Rahovei 18 | înc. sec. XIX                       | Încarcă foto \| video | Raportează eroare |
| AG-II-s-B-13432                       | Situl urban „B-dul Republicii”                                                    | municipiul Pitești                           | Bd. Republicii, de la intersecția cu str. Aurora, până la Școala Nicolopol (nr. 114) și respectiv de la nr. 3 până la nr. 65 inclusiv, cuprinde și imobilele Teatrului de păpuși (str. Doamna Bălașa) și Casa Armatei (Piața Muntenia) – până la limita posterioară a loturilor. Strada Armand Călinescu și în continuare, str. Egalității, între intersecțiile cu str. Aurora (la N) și cu str. Vasile Lupu (la S). În prelungire, spre NV: strada Smeurei, până la str. Exercițiului și str. Trivale pâna la schitul Trivale (inclusiv ) - cu loturile de pe ambele părți ale străzilor. Strada Victoriei de la nr. 16 (Restaurantul „Argeșul”) – până la nr. 66, respectiv de la limita sudică a parcului Muzeului de artă până la fostul Havuz (nr. 59) - până la limita posterioară a loturilor. Strada I. C. Brătianu front vest (nr. 27-39 și nr. 49-55), resp. nr. 32-38 bis și 56-62 (front est) - până la limita posterioară a loturilor. Strada Ana Ipătescu nr. 1-5, str. Florăriei integral (ambele fronturi), str. Justiției (ambele fronturi), până la intersecția cu str. M. Eminescu - până la limita posterioară a loturilor. Zonele de protecție ale tuturor monumentelor istorice clasate, respectiv biserica „Sf. Gheorghe”, și biserica „Mavrodolu”, cele din zona B-dului Republicii, de la Gară la Centru și apoi până la Spitalul Militar și de Oftalmologie, pe str. Teilor și str. Rahovei. Delimitare cf. PUG avizat. | sec. XVI-XX                         |                       | Raportează eroare |
| AG-II-a-A-13424                       | Ansamblul Primăriei vechi                                                         | municipiul Pitești                           | Bd. Republicii 33 44.85791°N 24.86912°E | 1886                                |                       | Raportează eroare |
| AG-II-m-A-13424.01                    | Primăria veche, azi Muzeul de Artă                                                | municipiul Pitești                           | Bd. Republicii 33 44.85831°N 24.86964°E | 1886                                |                       | Raportează eroare |
| AG-II-m-A-13424.02                    | Parc                                                                              | municipiul Pitești                           | Bd. Republicii 33 44.85831°N 24.86964°E | 1886 - 1980                         |                       | Raportează eroare |
| AG-II-m-B-13425                       | Casa Nae Dumitrescu                                                               | municipiul Pitești                           | Bd. Republicii 58 | 1925                                |                       | Raportează eroare |
| AG-II-m-B-13426                       | Casa Fostiropol                                                                   | municipiul Pitești                           | Bd. Republicii 66 | 1890                                | Alte imagini          | Raportează eroare |
| AG-II-m-B-13427                       | Casa Dr. Florescu                                                                 | municipiul Pitești                           | Bd. Republicii 84 | ante 1916                           |                       | Raportează eroare |
| AG-II-m-B-13428                       | Casa Drujan                                                                       | municipiul Pitești                           | Bd. Republicii 94 | sec. XIX                            |                       | Raportează eroare |
| AG-II-m-B-13429                       | Casa Mamulea                                                                      | municipiul Pitești                           | Bd. Republicii 104 | sf. sec. XIX                        |                       | Raportează eroare |
| AG-II-m-B-13430                       | Școala „Nicolopol”                                                                | municipiul Pitești                           | Bd. Republicii 114 | 1874                                | Alte imagini          | Raportează eroare |
| AG-II-m-B-13431                       | Casa Ion Băiulescu                                                                | municipiul Pitești                           | Bd. Republicii 123 | 1902                                | Încarcă foto \| video | Raportează eroare |
| AG-II-m-B-13433                       | Casa Ghimpa                                                                       | municipiul Pitești                           | Str. Rosetti C.A. 1 | 1902                                |                       | Raportează eroare |
| AG-II-m-B-13434                       | Casa negustorului Agate Raiciu Vasiliu                                            | municipiul Pitești                           | Str. Sfânta Vineri 18, Str. Vlad Țepeș 1 | 1892                                | Încarcă foto \| video | Raportează eroare |
| AG-II-m-B-13435                       | Casa Dogaru                                                                       | municipiul Pitești                           | Str. Sfânta Vineri 22 | 1896                                | Alte imagini          | Raportează eroare |
| AG-II-m-B-13436                       | Hanul Gabroveni                                                                   | municipiul Pitești                           | Str. Sfânta Vineri 23 | 1877                                | Alte imagini          | Raportează eroare |
| AG-II-m-B-13437                       | Casă cu spații comerciale                                                         | municipiul Pitești                           | Str. Sfânta Vineri 25 | sec. XIX                            |                       | Raportează eroare |
| AG-II-m-B-13438                       | Casă cu atelier de tăbăcar                                                        | municipiul Pitești                           | Str. Sfânta Vineri 27 | sf. sec. XIX                        |                       | Raportează eroare |
| AG-II-m-B-13439                       | Casa Vulcan                                                                       | municipiul Pitești                           | Str. Sfânta Vineri 28 | înc. sec. XX                        |                       | Raportează eroare |
| AG-II-a-B-13440                       | Ansamblul bisericii „Sf. Vineri”                                                  | municipiul Pitești                           | Str. Sfânta Vineri 44 | 1827, 1912                          |                       | Raportează eroare |
| AG-II-m-B-13440.01                    | Biserica „Sf. Vineri”                                                             | municipiul Pitești                           | Str. Sfânta Vineri 44 | 1827, ref. 1912                     |                       | Raportează eroare |
| AG-II-m-B-13440.02                    | Casă parohială                                                                    | municipiul Pitești                           | Str. Sfânta Vineri 44 | 1912                                | Încarcă foto \| video | Raportează eroare |
| AG-II-m-B-13440.03                    | Parc                                                                              | municipiul Pitești                           | Str. Sfânta Vineri 44 | 1912                                |                       | Raportează eroare |
| AG-II-m-B-13440.04                    | Gard                                                                              | municipiul Pitești                           | Str. Sfânta Vineri 44 | 1912                                |                       | Raportează eroare |
| AG-II-m-B-13441                       | Casa Dimitrie Gh. Dima                                                            | municipiul Pitești                           | Str. Sfânta Vineri 49 | 1901                                |                       | Raportează eroare |
| AG-II-m-B-13442                       | Foișorul de Foc                                                                   | municipiul Pitești                           | Str. Smeurei 21 | 1897                                | Încarcă foto \| video | Raportează eroare |
| AG-II-m-B-13443                       | Casa Popescu                                                                      | municipiul Pitești                           | Str. Târgu din Vale 2 | 1898                                |                       | Raportează eroare |
| AG-II-m-B-13444                       | Casa Zeiller - Keller                                                             | municipiul Pitești                           | Str. Târgu din Vale 6 | mijl. sec. XIX                      |                       | Raportează eroare |
| AG-II-m-B-13445                       | Casa Aron Băiulescu                                                               | municipiul Pitești                           | Str. Târgu din Vale 20 | 1875                                | Alte imagini          | Raportează eroare |
| AG-II-m-B-13446                       | Casa Ovidiu Constantinescu                                                        | municipiul Pitești                           | Str. Teilor 9 | 1923                                |                       | Raportează eroare |
| AG-II-m-B-13447                       | Casele Marinescu                                                                  | municipiul Pitești                           | Str. Teilor 13-15 | 1883                                |                       | Raportează eroare |
| AG-II-a-B-13448                       | Ansamblul bisericii „Adormirea Maicii Domnului” - Mavrodolu                       | municipiul Pitești                           | Str. Teiuleanu 20 44.85583°N 24.87527°E | 1818                                | Alte imagini          | Raportează eroare |
| AG-II-m-B-13448.01                    | Biserica „Adormirea Maicii Domnului” - Mavrodolu                                  | municipiul Pitești                           | Str. Teiuleanu 20 | 1818, ref. 1890                     |                       | Raportează eroare |
| AG-II-m-B-13448.02                    | Casa parohială, azi biserica „Sf. Grigore Palama - a orbilor”                     | municipiul Pitești                           | Str. Teiuleanu 20 | 1890, reconstruită 2008             | Încarcă foto \| video | Raportează eroare |
| AG-II-m-B-13448.03                    | Zid de incintă                                                                    | municipiul Pitești                           | Str. Teiuleanu 20 | 1818, ref. sec. XX                  |                       | Raportează eroare |
| AG-II-a-B-13449 (RAN: 13178.03)       | Schitul Trivale                                                                   | municipiul Pitești                           | Str. Trivale 71 | sec. XVII-XIX                       | Alte imagini          | Raportează eroare |
| AG-II-m-B-13449.01 (RAN: 13178.03.01) | Biserica „Sf. Gheorghe”                                                           | municipiul Pitești                           | Str. Trivale 71 | sec. XVII-XIX                       | Alte imagini          | Raportează eroare |
| AG-II-m-B-13449.02 (RAN: 13178.03.03) | Chilii                                                                            | municipiul Pitești                           | Str. Trivale 71 | sec. XVII-XIX                       |                       | Raportează eroare |
| AG-II-m-B-13449.03 (RAN: 13178.03.04) | Turn                                                                              | municipiul Pitești                           | Str. Trivale 71 | sec. XVII-XIX                       | Alte imagini          | Raportează eroare |
| AG-II-m-B-13449.04 (RAN: 13178.03.02) | Parc                                                                              | municipiul Pitești                           | Str. Trivale 71 | sec. XIX                            |                       | Raportează eroare |
| AG-II-m-B-13452                       | Biserica catolică „Sf. Petru și Pavel”                                            | municipiul Pitești                           | Str. Victoriei 11 44.85938°N 24.86868°E | 1896 Lapierre (arhitect)            | Alte imagini          | Raportează eroare |
| AG-II-m-B-13453                       | Casa I. I. Purcăreanu, ulterior Ateneul Popular                                   | municipiul Pitești                           | Str. Victoriei 16-16A | 1874, ref. 1900, 1930               |                       | Raportează eroare |
| AG-II-m-B-13454                       | Banca Populară                                                                    | municipiul Pitești                           | Str. Victoriei 20 44.85833°N 24.87111°E | 1910                                |                       | Raportează eroare |
| AG-II-m-B-13455                       | Tribunalul, azi Curtea de Apel                                                    | municipiul Pitești                           | Str. Victoriei 22 44.85826°N 24.87102°E | 1904                                |                       | Raportează eroare |
| AG-II-a-B-13456                       | Ansamblul Primăriei                                                               | municipiul Pitești                           | Str. Victoriei 24 | 1934                                |                       | Raportează eroare |
| AG-II-m-B-13456.01                    | Primăria, inițial Palatul Finanțelor Publice                                      | municipiul Pitești                           | Str. Victoriei 24 | 1934                                |                       | Raportează eroare |
| AG-II-m-B-13456.02                    | Parc                                                                              | municipiul Pitești                           | Str. Victoriei 24 | 1970                                |                       | Raportează eroare |
| AG-II-m-B-13457                       | Casa prof. Al. Nanu                                                               | municipiul Pitești                           | Str. Victoriei 25 | sf. sec. XIX                        | Alte imagini          | Raportează eroare |
| AG-II-m-B-13459                       | Casa Saitescu                                                                     | municipiul Pitești                           | Str. Victoriei 36 | sec. XIX                            | Alte imagini          | Raportează eroare |
| AG-II-m-B-13460                       | Casa Tâmpeanu                                                                     | municipiul Pitești                           | Str. Victoriei 38 | mijl. sec. XIX                      | Alte imagini          | Raportează eroare |
| AG-II-m-B-13461                       | Casa cu prăvălie Nicolae Ciuculescu                                               | municipiul Pitești                           | Str. Victoriei 39 | 1921                                |                       | Raportează eroare |
| AG-II-m-B-13462                       | Casa Gheorghe Nițulescu - corpul principal                                        | municipiul Pitești                           | Str. Victoriei 52 | 1911 - 1914                         |                       | Raportează eroare |
| AG-II-m-B-13463                       | Casa Căpitan Iov                                                                  | municipiul Pitești                           | Str. Victoriei 56 - 58 | 1913, 1916                          |                       | Raportează eroare |
| AG-II-m-B-13464                       | Casa Cioflan                                                                      | municipiul Pitești                           | Str. Victoriei 62 | 1898                                |                       | Raportează eroare |
| AG-II-m-B-13754                       | Biserica „Sf. Nicolae”                                                            | sat Palanga; comuna Popești                  | | 1843                                | Încarcă foto \| video | Raportează eroare |
| AG-II-m-B-13755                       | Casa Casa Ion Cîcu                                                                | sat Pădureți; comuna Lunca Corbului          | 111 B | sf. sec. XIX                        | Încarcă foto \| video | Raportează eroare |
| AG-II-m-B-13756                       | Biserica „Sf. Maria”, „Sf. Nicolae”, „Sf. Voievozi” și „Sf. Cuv. Paraschiva”      | sat Pădureți; comuna Lunca Corbului          | 134 | sec. XVIII                          | Încarcă foto \| video | Raportează eroare |
| AG-II-m-B-13757 (RAN: 18135.01)       | Biserica „Sf. Nicolae”, „Cuvioasa Paraschiva”, „Sf. Arhangheli”                   | sat Păduroiu din Deal; comuna Poiana Lacului | În fostul sat Păduroiu din Deal | 1737                                | Încarcă foto \| video | Raportează eroare |
| AG-II-m-B-13758 (RAN: 15965.01)       | Biserica „Cuvioasa Paraschiva”, „Sf. Nicolae”                                     | sat Petrești; comuna Coșești                 | | 1775                                | Încarcă foto \| video | Raportează eroare |
| AG-II-m-B-13759                       | Primăria                                                                          | sat Pietroșani; comuna Pietroșani            | 435 | 1920                                | Încarcă foto \| video | Raportează eroare |
| AG-II-m-B-13760                       | Școala veche                                                                      | sat Pietroșani; comuna Pietroșani            | 436 | 1909                                | Încarcă foto \| video | Raportează eroare |
| AG-II-m-B-13761 (RAN: 16392.02)       | Biserica „Sf. Nicolae”                                                            | sat Piscani; comuna Dărmănești               | | 1773                                | Încarcă foto \| video | Raportează eroare |
| AG-II-m-B-13762                       | Biserica „Sf. Nicolae”                                                            | sat Podișoru; comuna Bârla                   | | 1812                                | Încarcă foto \| video | Raportează eroare |
| AG-II-a-A-13763 (RAN: 16356.02)       | Cetatea Oratea                                                                    | sat Podu Dâmboviței; comuna Dâmbovicioara    | „Dealul Sasului”, 1,5 km N de sat, la E de șoseaua Câmpulung-Brașov 45.41665°N 25.22795°E | mijl. sec. XIV                      | Alte imagini          | Raportează eroare |
| AG-II-m-A-13763.01 (RAN: 16356.02.01) | Ruine cetate                                                                      | sat Podu Dâmboviței; comuna Dâmbovicioara    | „Dealul Sasului”, 1,5 km N de sat, la E de șoseaua Câmpulung-Brașov | mijl. sec. XIV                      |                       | Raportează eroare |
| AG-II-m-A-13763.02 (RAN: 16356.02.02) | Ruine han                                                                         | sat Podu Dâmboviței; comuna Dâmbovicioara    | „Dealul Sasului”, 1,5 km N de sat, la E de șoseaua Câmpulung-Brașov | sec. XVIII                          | Încarcă foto \| video | Raportează eroare |
| AG-II-m-B-13764 (RAN: 16356.03)       | Podul lui Brâncoveanu                                                             | sat Podu Dâmboviței; comuna Dâmbovicioara    | La intersecția DN73 cu DJ 22 45.4075°N 25.2015°E | 1711                                |                       | Raportează eroare |
| AG-II-m-B-13765                       | Biserica „Sf. Împărați”                                                           | sat Podu Dâmboviței; comuna Dâmbovicioara    | Str. Podu Cheii 150 45.4059°N 25.2022°E | 1940                                |                       | Raportează eroare |
| AG-II-m-B-13767                       | Casa Gheorghe Popescu                                                             | sat Poienărei; comuna Corbi                  | Str. Învățător Popescu 1 | 1934                                | Încarcă foto \| video | Raportează eroare |
| AG-II-m-B-13766                       | Casa preot Ion Constantinescu                                                     | sat Poienărei; comuna Corbi                  | Str. Preot Constantinescu 38 | 1928                                | Încarcă foto \| video | Raportează eroare |
| AG-II-m-B-13768 (RAN: 17245.02)       | Biserica „Sf. Gheorghe și Sf. Nicolae”                                            | sat Purcăreni; comuna Micești                | | 1779                                | Încarcă foto \| video | Raportează eroare |
| AG-III-m-B-13862                      | Bustul istoricului Gh. Ionescu Gion                                               | municipiul Pitești                           | Str. Călinescu Armand 14, în curtea liceului „N. Bălcescu” | prima jum. a sec. XX                | Încarcă foto \| video | Raportează eroare |
| AG-III-m-B-13860                      | Monumentul Eroilor (1877 - 1878; 1916 - 1918)                                     | municipiul Pitești                           | Str. Crinului, la intersecția cu str. Griviței | 1930                                | Încarcă foto \| video | Raportează eroare |
| AG-III-m-B-13863                      | Statuia lui Nicolae Bălcescu                                                      | municipiul Pitești                           | Bd. Republicii 33, în parcul Muzeului de artă 44.85831°N 24.86964°E | prima jum. a sec. XX                | Încarcă foto \| video | Raportează eroare |
| AG-III-m-B-13861                      | Monumentul „1907”                                                                 | municipiul Pitești                           | Str. Republicii, la intersecția cu str. Victoriei | 1957 Veturia Ilica (sculptor)       |                       | Raportează eroare |
| AG-III-m-B-13864                      | Poarta Eroilor (1916-1918)                                                        | municipiul Pitești                           | Str. Trivale 54 | 1930                                |                       | Raportează eroare |
| AG-III-m-B-13871                      | Monumentul comemorativ al Răscoalei din 1907                                      | sat Pădureți; comuna Lunca Corbului          | | prima jum. a sec. XX                | Încarcă foto \| video | Raportează eroare |
| AG-IV-m-B-13874                       | Casa Tudor - Teodorescu Braniște                                                  | municipiul Pitești                           | Str. Crinului 15 | cca. 1900                           | Încarcă foto \| video | Raportează eroare |
| AG-IV-a-A-20951                       | Penitenciarul Pitești - Fosta închisoare a deținuților politici                   | municipiul Pitești                           | Str. Negru Vodă 30 | 1941                                |                       | Raportează eroare |
| AG-IV-m-A-20951.01                    | Pavilionul administrativ                                                          | municipiul Pitești                           | Str. Negru Vodă 30 | 1941                                | Încarcă foto \| video | Raportează eroare |
| AG-IV-m-A-20951.02                    | Pavilionul deținuți - camera 4 spital                                             | municipiul Pitești                           | Str. Negru Vodă 30 | 1941                                | Încarcă foto \| video | Raportează eroare |
| AG-IV-m-B-13875                       | Monumentul funerar al lui Matache Damian                                          | municipiul Pitești                           | Str. Nicolae Dobrin 6, în cimitirul orașului | înc. sec. XX                        | Încarcă foto \| video | Raportează eroare |
| AG-IV-m-B-13876                       | Monumentul funerar al lui Ion Șt. Teodoru                                         | municipiul Pitești                           | Str. Nicolae Dobrin 6, în cimitirul orașului | înc. sec. XX                        | Încarcă foto \| video | Raportează eroare |
| AG-IV-m-A-14019 (RAN: 13533.01)       | Cruce de piatră                                                                   | sat Pietroasa; comuna Valea Mare-Pravăț      | Str. Calea Pietroasă 161, în curteabisericii „Sf. M. Mc. Dimitrie” | 1755, strămutată 2009               | Încarcă foto \| video | Raportează eroare |
| AG-IV-m-A-13981 (RAN: 16356.04)       | Cruce de piatră                                                                   | sat Podu Dâmboviței; comuna Dâmbovicioara    | La 1 km V de sat, pe dreapta șoselei Câmpulung-Brașov | 1692                                | Încarcă foto \| video | Raportează eroare |
| AG-IV-m-A-13982                       | Cruce de piatră                                                                   | sat Podu Dâmboviței; comuna Dâmbovicioara    | La cca. 800 m E de sat, pe lângă vechiul drum spre Cetatea Oratea | 1710                                | Încarcă foto \| video | Raportează eroare |
| AG-IV-m-A-13983 (RAN: 16356.06)       | Cruce de piatră                                                                   | sat Podu Dâmboviței; comuna Dâmbovicioara    | La cca. 1800 m E de sat, pe lângă vechiul drum spre Cetatea Oratea | 1711                                | Încarcă foto \| video | Raportează eroare |
| AG-IV-m-A-13984 (RAN: 16356.07)       | Cruce de piatră                                                                   | sat Podu Dâmboviței; comuna Dâmbovicioara    | Lângă podul peste Dâmbovița | 1711                                | Încarcă foto \| video | Raportează eroare |
| AG-IV-m-A-13985 (RAN: 16356.08)       | Cruce de piatră                                                                   | sat Podu Dâmboviței; comuna Dâmbovicioara    | La cca. 1 km V de sat, la 100 m de șosea | sec. XVIII                          | Încarcă foto \| video | Raportează eroare |
| AG-IV-m-A-13986 (RAN: 15885.01)       | Cruce de piatră                                                                   | sat Poienărei; comuna Corbi                  | Str. Păunescu David lt., la V de casa Ion Mitulescu (nr. 76), „în Deal la Cruce” | 1660 - 1673                         | Încarcă foto \| video | Raportează eroare |
| AG-IV-m-A-13987 (RAN: 15885.02)       | Cruce de piatră                                                                   | sat Poienărei; comuna Corbi                  | Str. Poienăreanu Iosif, la troița Nanu | 1660 - 1673                         | Încarcă foto \| video | Raportează eroare |
| AG-IV-m-A-13988 (RAN: 15885.03)       | Cruce de piatră                                                                   | sat Poienărei; comuna Corbi                  | Str. Poienăreanu Iosif, la extremitatea S a localității | 1776                                | Încarcă foto \| video | Raportează eroare |
| AG-IV-m-B-13989                       | Cruce de piatră                                                                   | sat Popești; comuna Popești                  | În curtea bisericii | 1822                                | Încarcă foto \| video | Raportează eroare |